# Yuxichi
Yuxichi är en ort i Mexiko.   Den ligger i kommunen Heroica Ciudad de Huajuapan de León och delstaten Oaxaca, i den sydöstra delen av landet, 230 km sydost om huvudstaden Mexico City. Yuxichi ligger 1 715 meter över havet och antalet invånare är 175.
Terrängen runt Yuxichi är kuperad. Runt Yuxichi är det glesbefolkat, med 14 invånare per kvadratkilometer. Närmaste större samhälle är Ciudad de Huajuapan de León, 9,0 km sydväst om Yuxichi. I omgivningarna runt Yuxichi växer huvudsakligen savannskog.